# Joachim Gnilka
Joachim Gnilka (* 8. Dezember 1928 in Leobschütz, Provinz Oberschlesien; † 15. Januar 2018 in München) war ein deutscher römisch-katholischer Theologe mit dem Schwerpunkt Neues Testament.

## Leben
Joachim Gnilka studierte von 1947 bis 1953 Katholische Theologie, Philosophie und Orientalische Sprachen an den Universitäten Eichstätt und Würzburg sowie an der La Sapienza in Rom. 1953 wurde er von Bischof Julius Döpfner in Würzburg zum Priester geweiht. Von 1953 bis 1956 war er Kaplan in Würzburg und wurde nach einem Doktoratsstudium in Rom 1955 bei Rudolf Schnackenburg mit der Dissertation «Ist 1 Kor 3,10–15 ein Schriftzeugnis für das Fegefeuer? Eine exegetisch-historische Untersuchung» zum Dr. theol. promoviert.
In Würzburg habilitierte sich Gnilka 1959 mit der Schrift «Die Verstockung Israels. Isaias 6,9–10 in der Theologie der Synoptiker» und war anschließend als Privatdozent tätig. 1962 wurde er zum ordentlichen Professor für Neutestamentliche Exegese in Münster/Westfalen berufen und wirkte von 1975 bis 1997 als Ordentlicher Universitätsprofessor für Neutestamentliche Exegese und Biblische Hermeneutik an der Ludwig-Maximilians-Universität München. 1997 wurde er emeritiert.
Von 1973 bis 1988 war Gnilka Mitglied der Päpstlichen Bibelkommission und von 1986 bis 1997 Mitglied der Internationalen Theologenkommission. Von Papst Johannes Paul II. wurde er 1992 zum Ehrenprälaten ernannt.
Schüler von Joachim Gnilka sind unter anderen Hans-Josef Klauck, Detlev Dormeyer, Katharina D. Oppel, Thomas Schmeller und Franz Jung.
Gnilka war Autor zahlreicher Kommentare zum Neuen Testament sowie Arbeiten zur Paulus- und Jesus-Forschung. Bedeutende Werke waren die Kommentierung zum Matthäus-Evangelium sowie sein Buch Jesus von Nazareth.

## Schriften (Auswahl)
in der Reihenfolge des Erscheinens

### Kommentare zu biblischen Büchern
- Der Brief an Philemon (Herders theologischer Kommentar zum Neuen Testament, Bd. 10/4), Freiburg/B. 1982.
- Das Evangelium nach Matthäus (Herders theologischer Kommentar zum Neuen Testament, Bd. 1), Freiburg/B. 1986.
- Der Brief an die Philipper (Herders theologischer Kommentar zum Neuen Testament, Bd. 10/3), Freiburg/B 1986.
- Der Brief an die Epheser (Herders theologischer Kommentar zum Neuen Testament, Bd. 10/2). Herder, Freiburg/B. 1990, ISBN 3-451-16275-X.
- Der Brief an die Kolosser (Herders theologischer Kommentar zum Neuen Testament, Bd. 10/1), Freiburg/B. 1991.
- Das Evangelium nach Markus (Evangelisch-Katholischer Kommentar zum Neuen Testament, Bd. 2). Neukirchener Verlag, Neukirchen-Vluyn 2002, ISBN 3-7887-1829-3.
- Johannesevangelium. Echter-Verlag, Würzburg 2004, ISBN 3-429-00841-7.

### Weitere Monographien
- Paulus von Tarsus. Apostel und Zeuge. Herder, Freiburg/B. 1997, ISBN 3-451-26377-7.
- Die frühen Christen. Ursprünge und Anfang der Kirche. Herder, Freiburg/B. 1999, ISBN 3-451-27094-3.
- Theologie des Neuen Testaments. Herder, Freiburg/B. 1999, ISBN 3-451-26093-X.
- Petrus und Rom. Das Petrusbild in den ersten zwei Jahrhunderten. Herder, Freiburg/B. 2002.
- Wie das Christentum entstand. Herder, Freiburg/B. 2004, ISBN 3-451-28307-7.
  - Bd. 1: Jesus von Nazaret
  - Bd. 2: Paulus von Tarsus
  - Bd. 3: Theologie des Neuen Testaments
- Bibel und Koran. Was sie verbindet, was sie trennt. Herder, Freiburg/B. 2004, ISBN 3-451-28316-6.
- Jesus von Nazareth. Botschaft und Geschichte. Herder, Freiburg/B. 2007, ISBN 978-3-451-29900-1.
- Die Nazarener und der Koran. Eine Spurensuche. Herder, Freiburg/B. 2007, ISBN 978-3-451-29668-0.

### Zeitschriftenartikel
- Nachruf auf Prof. Dr. Otto Kuss, in: MThZ, 42. Jahrgang, 1991, S. 271–273.